# Ienkiv, Cernihiv
Ienkiv (în ucraineană Єньків) este un sat în comuna Piskî din raionul Cernihiv, regiunea Cernihiv, Ucraina.

## Demografie
Componența lingvistică a localității Ienkiv
     Ucraineană (91,67%)
     Rusă (8,33%)
Conform recensământului din 2001, majoritatea populației localității Ienkiv era vorbitoare de ucraineană (91,67%), existând în minoritate și vorbitori de rusă (8,33%).